# Bénédicte Le Panse
Vous pouvez aider à l'améliorer ou bien discuter des problèmes sur sa page de discussion.
- Il ne cite pas suffisamment ses sources. Vous pouvez indiquer les passages à sourcer avec {{référence nécessaire}} ou {{Référence souhaitée}}, et inclure les références utiles en les liant aux notes de bas de page. (Marqué depuis octobre 2013)
- Il est à actualiser. Certains passages sont obsolètes ou annoncent des événements désormais passés. (Marqué depuis août 2014)

- Archive Wikiwix
- Bing
- Cairn
- DuckDuckGo
- E. Universalis
- Gallica
- Google
- G. Books
- G. News
- G. Scholar
- Persée
- Qwant
- (zh) Baidu
- (ru) Yandex
- (wd) trouver des œuvres sur Wikidata

Bénédicte Le Panse, née le 11 avril 1978 à Châteauroux dans l’Indre, est une powerlifteuse (Force athlétique) évoluant dans la catégorie des 47 kg et 48 kg.

## Biographie
Étudiante au lycée sainte Solange dans l'Indre, Bénédicte Le Panse obtiendra un baccalauréat littéraire avant de poursuivre ses études au CREPS de Toulouse ou elle obtiendra son diplôme d'État d’Éducateur sportif de premier degré puis le second degré quelques années après au CREPS de Dijon où elle sera formée par Alain Lacheze. Tout en poursuivant sa carrière d'athlète de haut niveau en force athlétique dans l'ombre des médias Bénédicte Le Panse continuera ses études à l'Université d'Orléans. Elle en ressortira en 2006 avec un doctorat en physiologie.
Elle donna alors des cours de physiologie et nutrition au sein de nombreuses écoles mais abandonnera finalement l'estrade de l'amphithéâtre d'Orléans pour s'installer à Paris où elle fonde son propre organisme de formation, Le Panse academy, afin de partager ses connaissances théoriques et pratiques de l'entrainement et de la physiologie. Parallèlement, elle établit des programmes alimentaires individualisés et très personnalisés en s'appuyant sur le côté scientifique de ses études mais aussi de son expérience personnelle d'athlète de haut niveau et ce, auprès de nombreuses personnalités: politiciens, acteurs, et panel diversifié de sportifs de haut niveau. Elle sort un premier livre en Mars 2015 Rééquilibrage alimentaire aux éditions Amphora dont la marraine de sa méthode est Valérie Karsenti, célèbre actrice, puis suivront 2 livres aux éditions First: "je me mets à la musculation pour les nuls" (Avril 2016) et "je me tonifie en 12 semaines pour les nuls" (septembre 2016).
Bénédicte Le Panse démarrera la force athlétique au sein du cercle haltérophile de Châteauroux, puis elle sera licenciée pendant ses études au cercle Michelet d’Orléans, pour rejoindre ensuite le club de l'Isle-Adam. Elle est depuis lors licenciée au Reims Haltérophilie Musculation situé au cœur de Reims et est suivi par David Baechler, un haltérophile, membre de l'équipe de France de bobsleigh et secrétaire général de la 'Fédération française d'Haltérophilie.
Après une carrière de gymnaste de haut niveau pendant 12 ans (1984-1996), elle a multiplié les performances en force athlétique avec 24 titres de championne de France et un record de soulevé de poids avec un total de 412,5 kg dans la catégorie des moins de 47 kg et de 425 kg en moins de 52 kg. Bénédicte est également pour la première fois Championne de France d'Haltérophilie en catégorie - de 49 Kg en 2025. Elle est aussi conseillère municipale de Reims.

## Engagements et distinctions
Au-delà du sport et de la recherche scientifique, Bénédicte Le Panse est très investie dans le domaine de la santé et du bien-être :
- Auteure de 10 ouvrages sur le rééquilibrage alimentaire et l’optimisation de la performance.
- Auteure de publications dans 16 revues internationales et 3 revues nationales spécialisées en physiologie.
- Conseillère municipale chargée des sports et de la santé à la mairie de Reims auprès d'Arnaud Robinet (mandat 2020-2026).
- Conseillère communautaire Grand Reims.

Grâce à son approche scientifique du sport et de la nutrition, mais aussi à son engagement local et national, Bénédicte Le Panse continue d’influencer positivement les domaines du sport, de la santé et du bien-être.

## Résultats et performances
Résultats Force Athlétique (Powerlifting)
- France : 24 fois championne de France,
- Europe : 28 médailles européennes, 10 fois vice championne d'Europe (2015, 2013, 2009 ,2007, 2006, 2005, 2003, 2001, 2000, 1998), championne 2019[3] ;
- Monde :
  - 15 médailles mondiales,
  - 2 fois vice championne du Monde en 2000 et 2008
  - Championne du Monde en développé couché en 2000
  - Championne du Monde en 2009 et 2019
  - Championne d'Europe en 2019
  - 71 sélections internationales
  - 2 participations aux jeux mondiaux : 2013 en Colombie (425 kg, classée 8e)[4], 2009 à Taiwan (407,5 kg, classée 8e)

Performances
| Catégorie | Squat  | Développé couché | Soulevé de terre | Total    |
| --------- | ------ | ---------------- | ---------------- | -------- |
| 47 kg     | 160 kg | 97,5 kg          | 160 kg           | 412,5 kg |
| 52 kg     | 165 kg | 100 kg           | 162,5 kg         | 425 kg   |

Résultats Haltérophilie
- France : Championne de France 2025 catégorie -49kg

## Publications
- Salbutamol et Performance : Effets ergogéniques, métaboliques et hormonaux d'une prise chronique et aiguë de salbutamol, 196 pages, 6 août 2012, Presses Académiques Francophones ( (ISBN 978-3-8381-7153-1)).
- Rééquilibrage alimentaire, Paris, Amphora, 28 septembre 2021 ( (ISBN 978-2-7576-0511-0)).
- Combattre les virus : boostez votre système immunitaire & récupérez rapidement, Paris, Amphora, avril 2020 ( (ISBN 978-2-7576-0470-0)).
- La faim émotionnelle : comprenez et acceptez vos émotions, Paris, Amphora, juin 2022 ( (ISBN 978-2-7576-0618-6)).
- Je me mets à la musculation pour les nuls, Paris, First, avril 2016 ( (ISBN 978-2-7540-8495-6)).
- Je me tonifie en 12 semaines pour les nuls, Paris, First, septembre 2016 ( (ISBN 978-2-7540-8915-9)).
- Régimes : on vous ment, Paris, Amphora ( (ISBN 978-2-7576-0423-6)).
- Réviser et réussir ses diplômes d'éducateur sportif, Paris, Amphora, juin 2025 ( (ISBN 978-2-7576-0700-8)).
- Rééquilibrage alimentaire, 5ᵉ édition, Paris, Amphora, paru le 24 Avril 2025 ( (ISBN 978-2-7576-0701-5)).